# إيرفينج ثالبرج
إيرفينغ غرانت ثالبرغ (بالإنجليزية: Irving Thalberg) (30 من مايو 1899م - 14 من سبتمبر 1936م) هو منتج أفلام أمريكي خلال السنوات الأولى من ظهور الصور المتحركة (الأفلام). عرُف بلقب «ذا بوي واندر» (صانع المعجزات) لقدرته الاستثنائية الفريدة والشبابية على اختيار النصوص الرائعة والمميزة، فضلاً عن الممثلين المناسبين، بالإضافة إلى موهبته في اختيار أفضل طاقم إنتاج، وقدم إيرفينغ المئات من الأفلام المُربحة، مثل فندق جراند (Grand Hotel) وبحار الصين (China Seas) وكاميلا (Camille) و تمرد على باونتي (Mutiny on the Bounty) وفيلم الأرض الطيبة (The Good Earth). وقد غزت أفلامه الأسواق العالمية الكبرى تاركةً بصمة مُدوية، وقال عنه كاتب السير الذاتية رولاند فلاميني «إنه أبرز صورة جذابة عن الحياة الأمريكية، مُنعمة ومفعمة بالحيوية والديمقراطية والحرية الشخصية».:3
وُلد في بروكلين بنيويورك، وفي صغره قيل إنه مُصاب بمرض قلبي خلقي، سيودي بحياته قبل بلوغه الثلاثين من عمره. وبعد تخرجه من المدرسة الثانوية، أخذ دروسًا ليلية في مجال الكتابة، بينما عمل كموظف في متجر خلال النهار. ثم تولى وظيفة سكرتارية في مكتب يونيفرسال ستوديوز بنيويورك، ثم لاحقًا تم ترقيته ليصبح مدير ستوديو فرع لوس أنجلوس، حيث أشرف على إنتاج المئات من الأفلام خلال السنوات الثلاث التي قضاها مع الشركة. ومن بين الأفلام التي أنتجها فيلم أحدب نوتردام (The Hunchback of Notre Dame).
ثم أصبح شريكًا في ستوديو لويس بي ماير وساعد في تأسيس شركة مترو غولدوين ماير (إم جي إم) للإنتاج والتوزيع الفني بعد دمج الشركتين معًا. وفي الرابعة والعشرين من عمره، تولى منصب مدير الإنتاج بالشركة. وبعد ثلاث سنوات من توليه هذا المنصب، أصبح ستوديو إم جي إم الاستوديو الأكثر نجاحًا في هوليوود، وهو حصيلة عمله وإشرافه الجاد. خلال الإثني عشر عامًا التي قضاها في (إم جي إم) وحتى موته المبكر في عمر 37، أنتج إيرفينغ 4000 فيلم حملت جميعها بصمته، ويُعد إنتاجها تجسيدًا لإبداعاته وابتكاراته في مجال الإنتاج. ومن ضمن إبداعاته في مجال الإنتاج الفني ما كان يقوم به من جلسات مناقشة القصة مع الكُتاب والمؤلفين، إلى جانب تقديم عرض مسبق لشريط سينمائي جديد بغية إستطلاع رأى النظارة فيه (sneak previews) للحصول على تقييم أولي عن نجاح أو فشل الفيلم، بالإضافة إلى إعادة تصوير المشاهد المكثفة بهدف تحسين وتطوير الفيلم الذي يعمل عليه ويصل به إلى أعلى درجات الجودة. كما قدم للجمهور أفلام الرعب، وشارك أيضًا في إصدار "قانون إنتاج الأفلام"، وهو عبارة عن مجموعة من الإرشادات الأخلاقية التي يجب أن تُطبقها جميع الاستديوهات وتلتزم بها. وخلال العشرينيات والثلاثينيات من القرن العشرين، عمل على دمج عالم الدراما المسرحية والأدب الكلاسيكي وتقديمهما في أفلام هوليوود.
كما قدم العديد من النجوم الجُدد، وعمل على تألُق صورتهم الفنية في فضاء النجومية. ومن النجوم التي تم تقديمهم من قبل ثالبرغ لون تشاني ورامون نوفارو وجون غيلبرت وجوان كراوفورد وكلارك غيبل وجين هارلو ووالاس بيري ولويز راينر وجريتا جاربو وليونيل باريمور ونورما شيرر، التي أصبحت زوجته فيما بعد كما كانت لديه القدرة على تقديم عمل يجمع الجودة والنجاح التجاري معًا، ويرجع إليه الفضل أيضًا في توظيف طموحاته الفنية وتحقيقها بطريقة تتوافق مع ما يتطلبه الجماهير. وبعد وفاته أعلن مُنتجو هوليوود، بالرغم من صغر سنه، أنه «الشخصية الأبرز في تاريخ الأفلام» في جميع أنحاء العالم تكريمًا لذكراه. قال عنه الرئيس روزفلت «إن عالم الفن قد خفت رونقه مع رحيل إيرفينغ ثالبرغ». وتُعد روائعه الفنية نتاجًا لأفكاره ذات الرؤية العالية، وبصيرته ومخيلته الواسعة.

## كتب
- Thalberg: Life and Legend by Bob Thomas (1969)
- Thalberg: The Last Tycoon and the World of M-G-M by Roland Flamini (1994)
- Mayer and Thalberg: The Make-believe Saints by Samuel Marx (1975)
- Irving Thalberg's MGM by Mark Vieira (2008)
- Irving Thalberg: Boy Wonder to Producer Prince by Mark Viera (2009)

## وصلات خارجية
- إيرفينج ثالبرج على موقع IMDb (الإنجليزية)
- إيرفينج ثالبرج على موقع الموسوعة البريطانية (الإنجليزية)
- إيرفينج ثالبرج على موقع ألو سيني (الفرنسية)
- إيرفينج ثالبرج على موقع تيرنر كلاسيك موفيز (الإنجليزية)
- إيرفينج ثالبرج على موقع أول موفي (الإنجليزية)
- إيرفينج ثالبرج على موقع قاعدة بيانات الأفلام السويدية (السويدية)
- إيرفينج ثالبرج على موقع إن إن دي بي (الإنجليزية)
- إيرفينج ثالبرج على موقع قاعدة بيانات الفيلم (الإنجليزية)
- إيرفينج ثالبرج على موقع كينوبويسك (الروسية)
- Cinemagraphe Review of the Roland Flamini biography of Thalberg: The Last Tycoon and the World of MGM
- Irving Thalberg at Virtual History

### مقاطع الفيديو
- Tom Hanks narrates Academy Awards video about Thalberg على يوتيوب
- Slide show photos with Thalberg and Norma Shearer على يوتيوب
- Groucho Marx discussing Thalberg على يوتيوب
- Thalberg thanks Carl Laemmle على يوتيوب